# Аткарская улица (Саратов)
Атка́рская у́лица — улица в районе железнодорожного вокзала Саратова. Проходит по территории Октябрьского, Фрунзенского и Кировского районов. Начинается от 2-й Садовой улицы до Новоузенской, потом разрыв — полотно Волгоградского направления Приволжской железной дороги и завод «Нефтемаш». Далее от 16-го Белоглинского проезда до Большой Садовой улицы (в районе офисного центра «Навигатор»).

## История
Улица сложилась к 70-м годам XIX века. Отрезок в районе вокзала в народе называли Степной улицей, однако официального названия у улицы не было. В 1879 году во время инвентаризации улиц города ей присвоили имя уездного города Аткарска. В 1947-м году было предложение переименовать улицу в честь Героя СССР В. С. Зарубина, однако решение не было принято.

## Здания и сооружения
Стадион «Локомотив» — ул. Аткарская 29 (главная арена города, 15 000 мест)

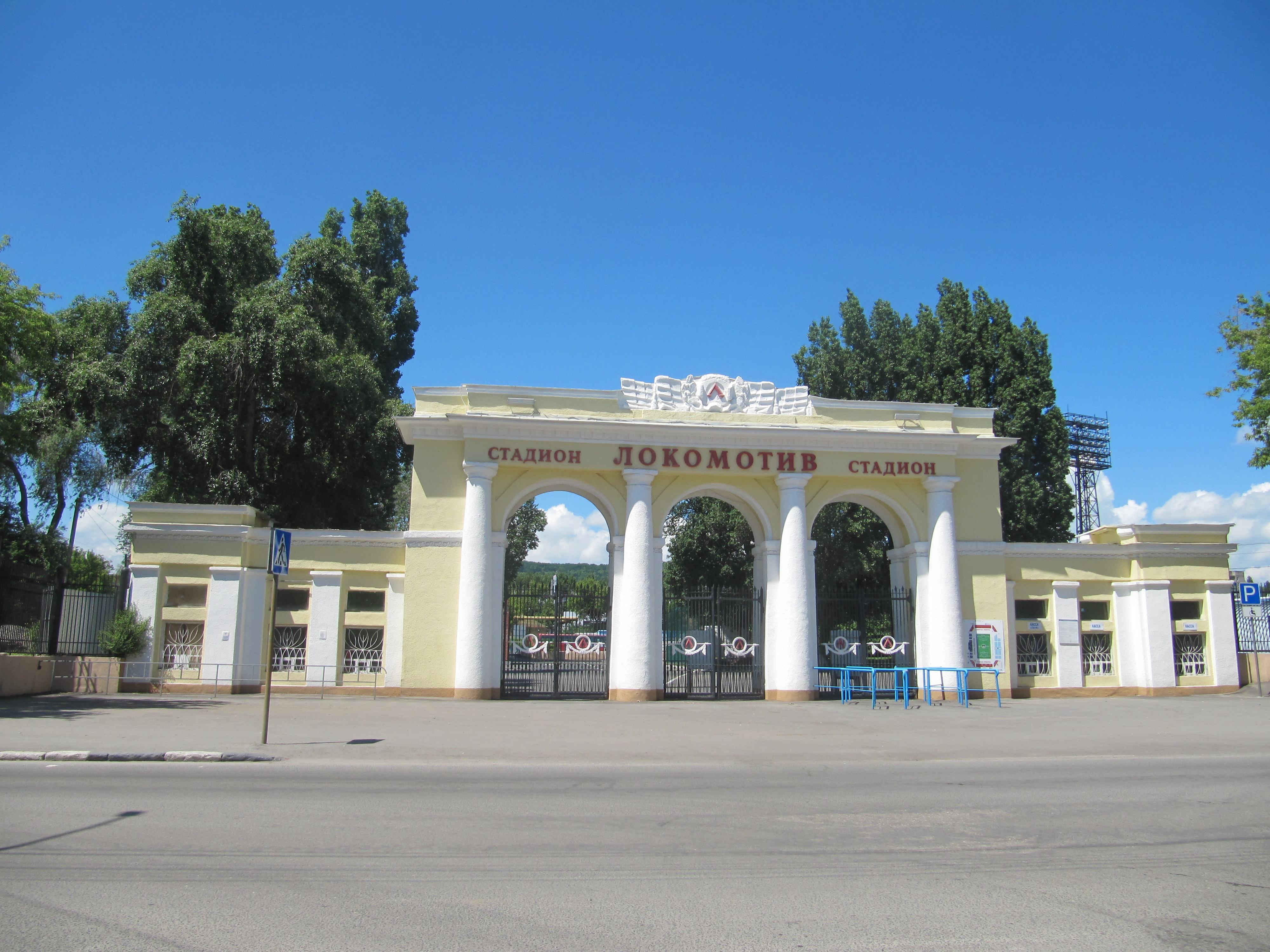
Стадион Локомотив, ворота с улицы Слонова
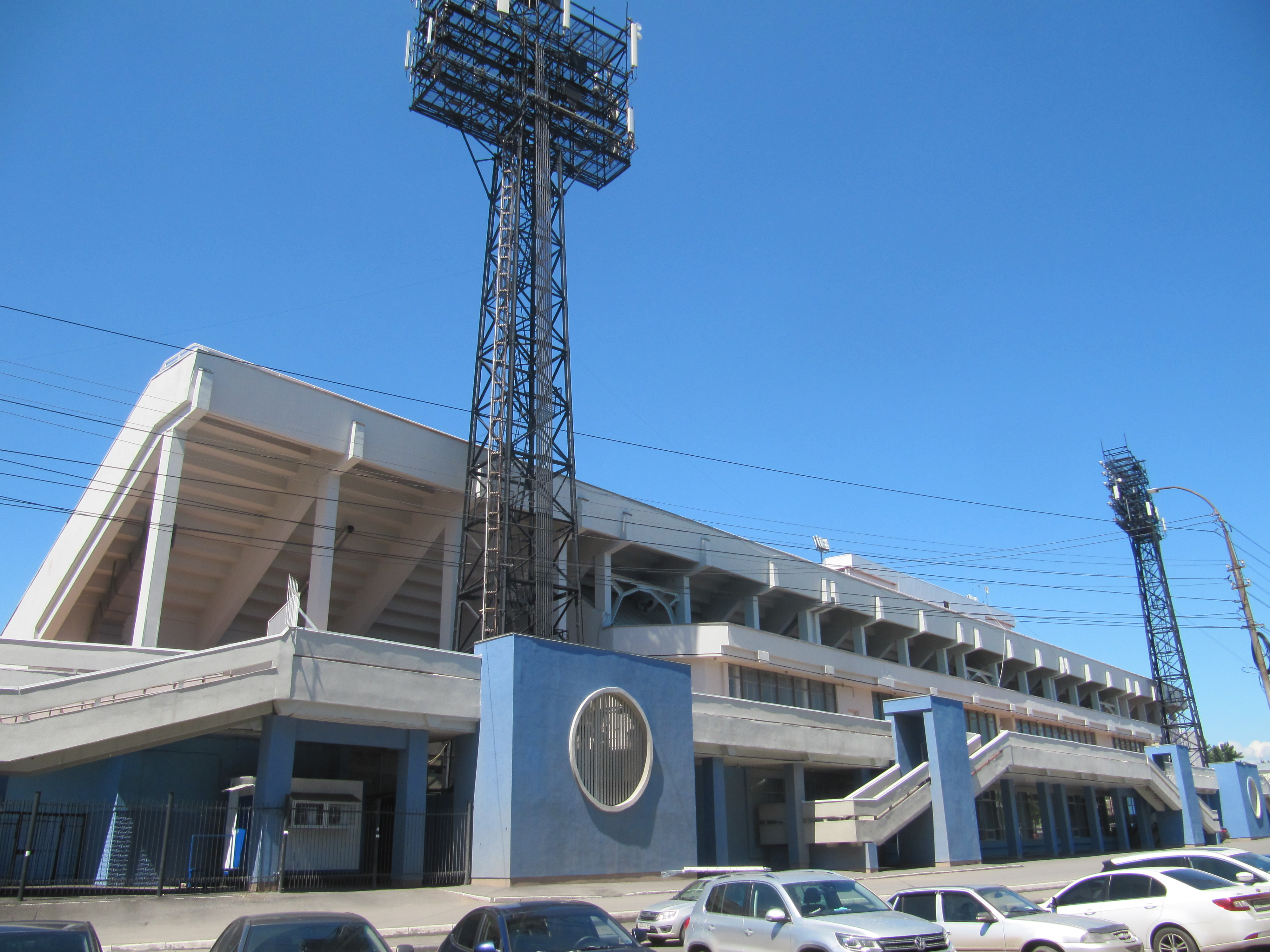
Восточная трибуна слева
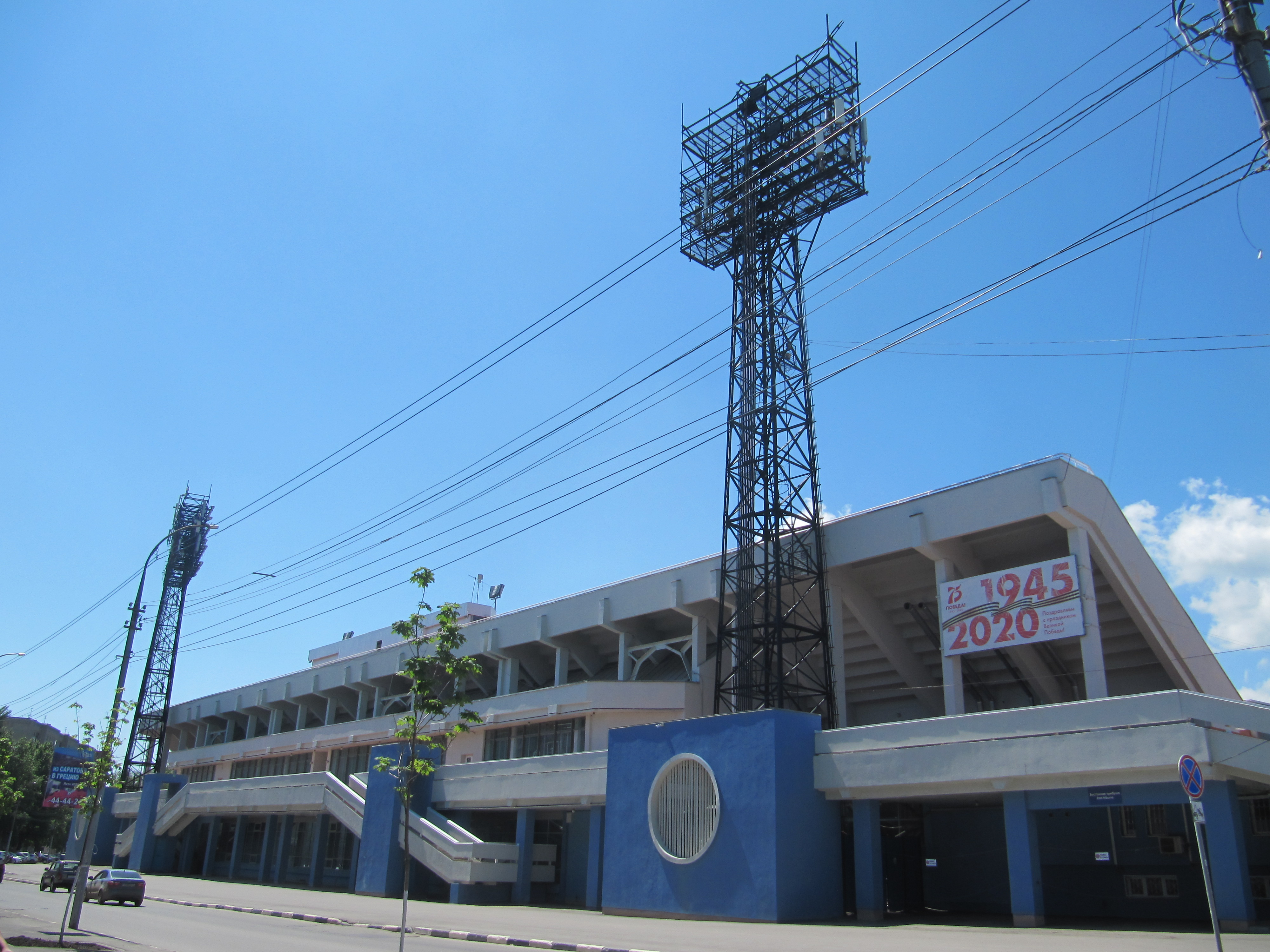
Восточная трибуна справа

### Нечётная сторона
Дома железнодорожников находятся по адресу ул. Аткарская 31 — это длинный дом, состоящий из 5 домов, которые пристраивались один к другому начиная с ул. Аткарская и по направлению к вокзалу. Три дома жилые и на них есть балконы. Угловой дом — это бывший универмаг РУЖД 1931 г. постройки, ныне — гостиница «Звёздное небо». Здание с аркой (и без балконов) — Детская музыкальная школа № 21, построена в 1960г.

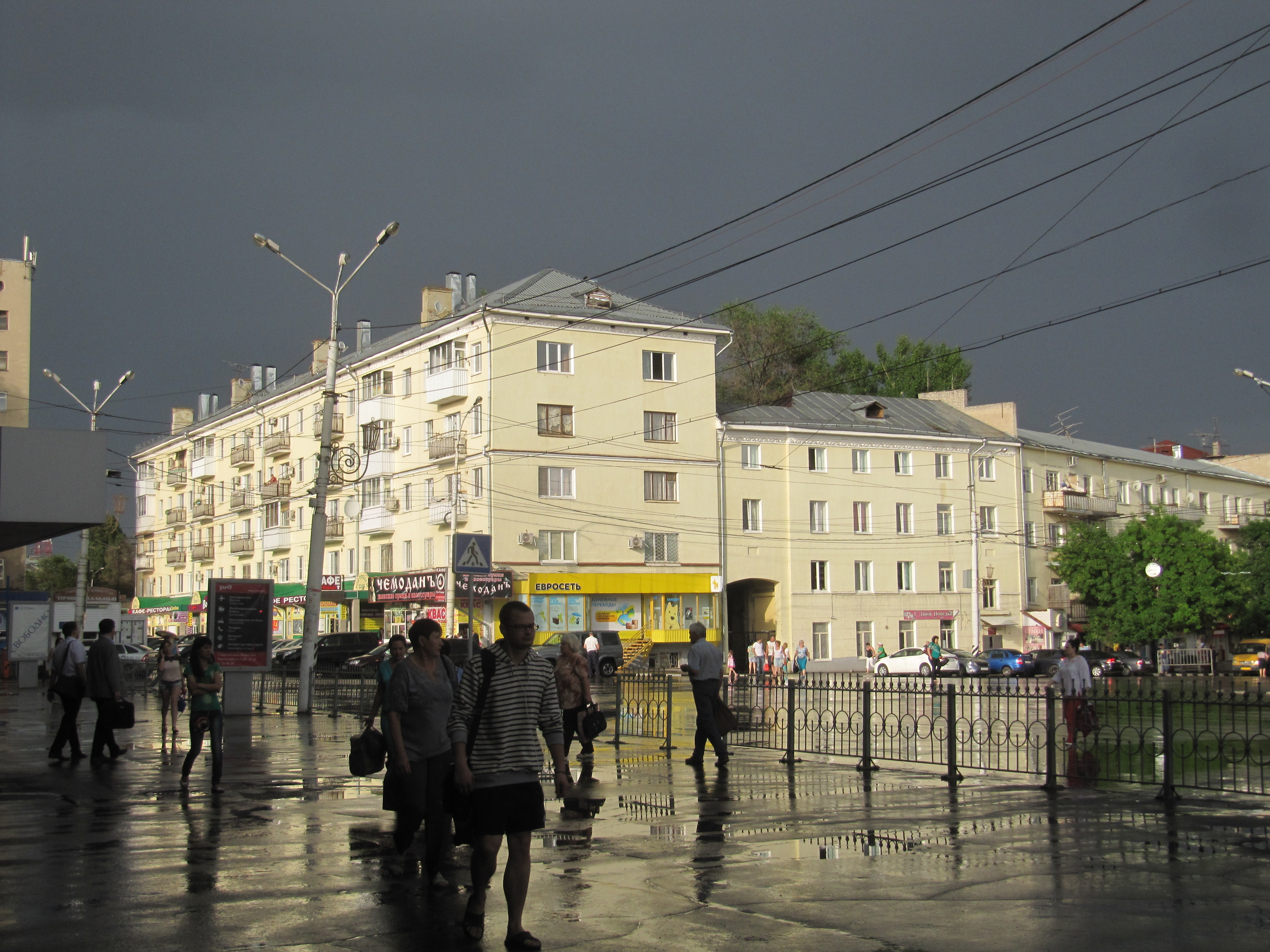
Жилой дом и музыкальная школа 21
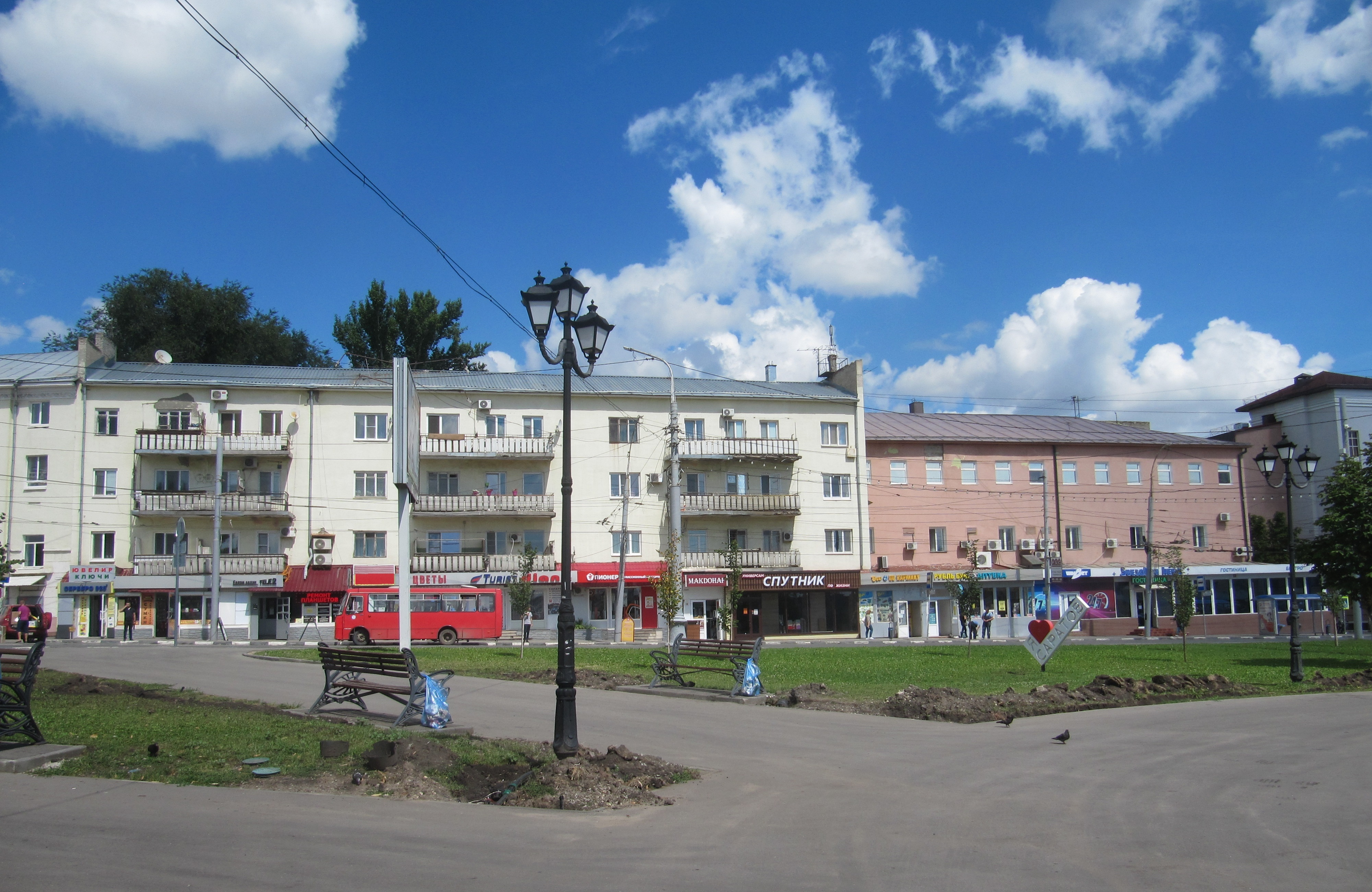
Жилой дом и гостиница «Звёздное небо»

- Аткарская улица, 3 — средняя общеобразовательная школа № 7. В годы войны — эвакогоспиталь № 1304.
- На пересечении с улицей Кутякова, на месте бывшего кольца трамвайного маршрута № 15 — вещевой рынок.
- Аткарская улица, 37 — мини-отель «На Аткарской».
- Аткарская улица, 57 — завод «Саратовтрансгидромеханизация»[3].

### Чётная сторона
- Перед пересечением с Рабочей улицей — табачная фабрика «БАТ-СТФ».
- На пересечении с Большой Казачьей улицей — завод «Газаппарат».
- Угол ул. Аткарская 68 и ул. Московская 164 — Поволжский институт управления имени П. А. Столыпина
- Между улицами Кутякова и Посадского — Кировское троллейбусное депо.

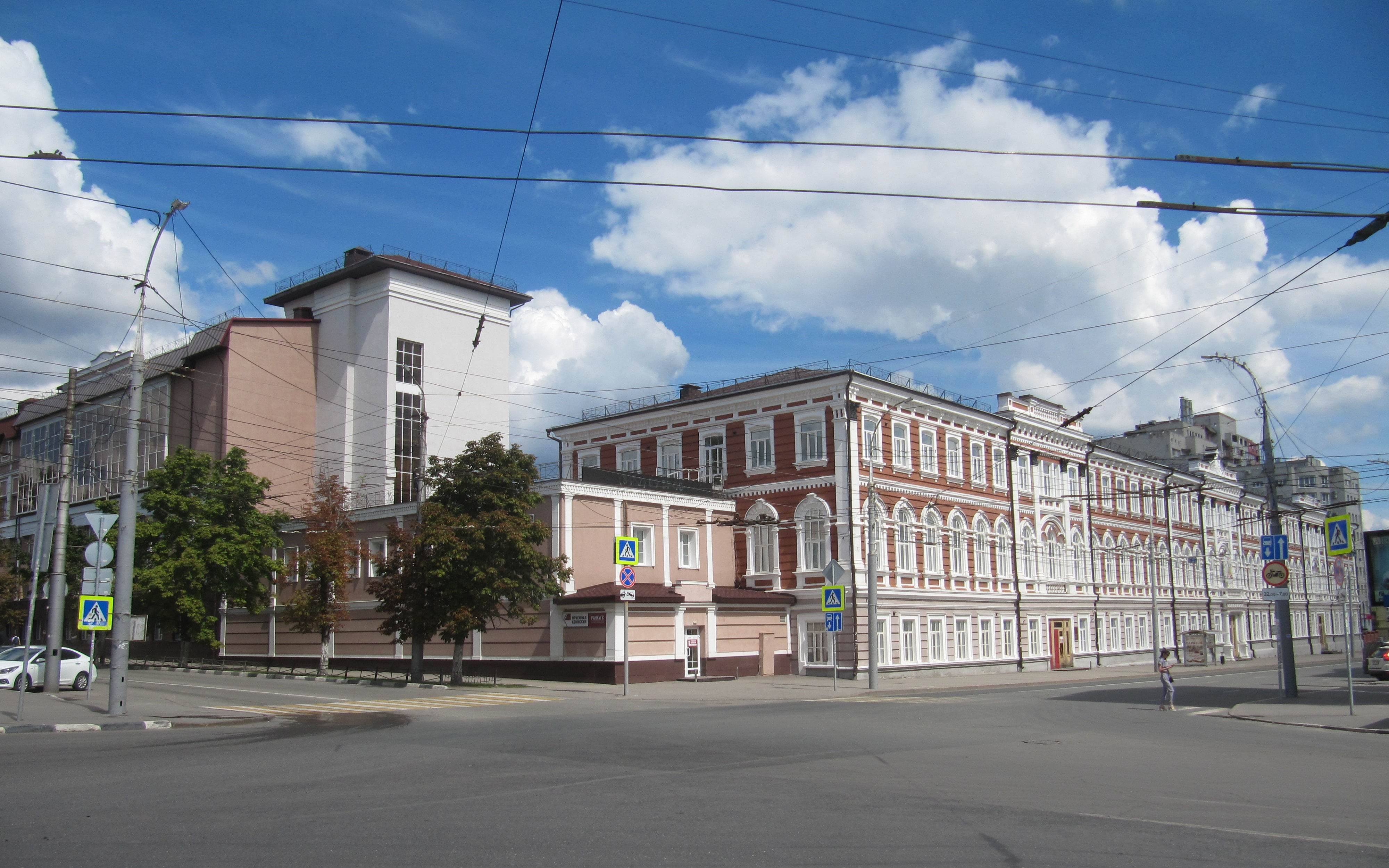
ПИУ им. Столыпина П.А.
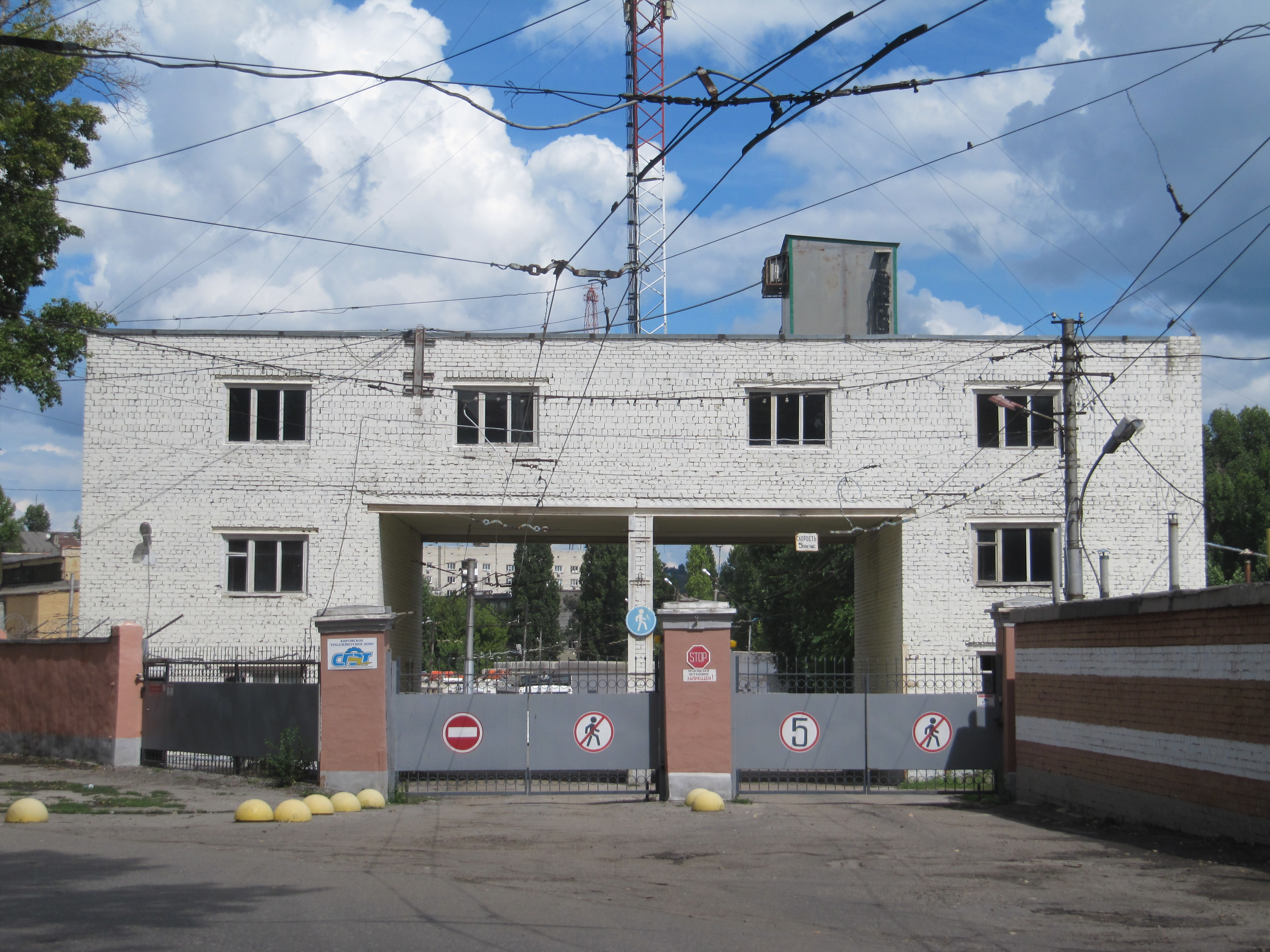
Кировское троллейбусное депо

## Транспорт
- По Аткарской улице (от 2-й Садовой до Новоузенской) проходят автобусные маршруты № 23, 32, 44, 48, 57, 58, 93, 110.
- От 16-го Белоглинского проезда до Рабочей: № 44, 29.
- От 16-го Белоглинского проезда до Московской: № 64, 65.
- В районе Привокзальной площади проходят троллейбусные маршруты № 1, 2, 2а, 10, 15, 16; автобусные маршруты № 25, 45, 51, 54, 50, 48, 75, 76, 79, 82, а также автобусы 246, 247, 274б, 282б, 284, 284а, 284б, 284к в Энгельс.
- От Привокзальной площади до улицы Кутякова автобусный маршрут № 72.

Напротив дома № 66а — конечная остановка маршрута № 55а.

## Почтовый индекс
- Н (9-27) — 410078
- Ч (26-58) — 410078
- Н (1-7), Ч (2-24) — 410054
- Н (29-49), 66А, 66 — 410026
- Н (51-999), Ч (60-998) — 410005[4]

## Расположение
Аткарская улица граничит или пересекает:
- 2-я Садовая улица
- Новоузенская улица
- 16-й Белоглинский проезд
- Рабочая улица
- Улица Слонова
- Большая Казачья улица
- Привокзальная площадь
- Московская улица
- Улица Кутякова
- Улица Посадского
- Большая Садовая улица